# Spisak privatnih kompanija za svemirske letove
Ovaj članak je lista nevladinih ili privatnih subjekata fokusiranih na razvoj i/ili ponudu opreme i usluga usmerenih na letove u svemir, kako robotske tako i ljudske. Lista uključuje i neaktivne i aktivne entitete.
| Spisak skraćenica korišćenih u ovom članku |
| --- |
| LEO: Niska Zemljina orbita GTO: Geostacionarna transferna orbita HCO: Heliocentrična orbita VTOL: Vertikalno poletanje i sletanje SSTO: Jednostepeni-orbitalni TSTO: Dvostepeni u orbitu SSTSO: Jednostepeni u pod-orbitu. |

## Komercijalni astronauti
- Udruženje profesionalaca za svemirske letove[1][2] — Obuka astronauta, primenjeno istraživanje i razvoj, testiranje i integracija korisnog tereta, planiranje misije i operativna podrška (Christopher Altman, Soyeon Yi)[1][3]

## Proizvođači svemirskih vozila

### Vozila za prevoz tereta
| Naziv firme                         | Svemirska letelica        | Lansirni sistem         | Dužina (m) | Suva masa (kg) | Masa lansiranja (kg) | Nosivost (kg)                                               | Zapremina korisnog tereta (m³)                                                          | Povratni teret (kg)     | Prečnik (m) | Generisana snaga (W) | Automatsko pristajanje | Status                 |
| ----------------------------------- | ------------------------- | ----------------------- | ---------- | -------------- | -------------------- | ----------------------------------------------------------- | --------------------------------------------------------------------------------------- | ----------------------- | ----------- | -------------------- | ---------------------- | ---------------------- |
| SpaceX                              | Dragon                    | Falcon 9 Block 5        | 61         | 4,200          | 10,200               | 6,000 pod pritiskom ili bez pritiska, u bilo kojoj mešavini | 100 (pod pritiskom), plus 14 (bez pritiska), ili 34 (bez pritiska sa produženim trupom) | 3,000 povratnih kapsula | 37          | 2,000                | Ne                     | Penzionisan (21/22)    |
| SpaceX                              | Dragon 2                  | Falcon 9 Block 5        | 81         | 6,400          |                      | 6,000                                                       | 100 (pod pritiskom), plus 14 (bez pritiska)                                             | 3,000                   | 37          |                      | Da                     | Operativno (5/5)       |
| Orbital                             | Cygnus (standard)         | Antares 1x0             | 514        | 1,500          |                      | 2,000                                                       | 189                                                                                     | Nijedan                 | 307         | 3.500                | Ne                     | Penzionisan (3/4)      |
| Northrop Grumman Innovation Systems | Cygnus (enhanced)         | Antares 230 Atlas V 401 | 634        | 1,800          |                      | 3,500                                                       | 27                                                                                      | Nijedan                 | 307         |                      | Ne                     | Operativno (14/14)     |
| Sierra Nevada Corporation           | Dream Chaser Cargo System | Atlas V Vulcan          |            |                |                      | 5,000 pod pritiskom, 500 bez pritiska                       |                                                                                         | 1,750                   |             |                      | Da                     | Planirani razvoj: 2023 |

### Vozila za prevoz posade

#### Orbital
| Naziv firme               | Svemirska letelica        | Dimet | Lansirni sistem                      | Veličina posade | Dužina (m) | Prečnik (m) | Masa lansiranja (kg) | Sistem napajanja | Generisana snaga (W) | Prvi svemirski let *                                                                                         | Status           |
| ------------------------- | ------------------------- | ----- | ------------------------------------ | --------------- | ---------- | ----------- | -------------------- | ---------------- | -------------------- | --- | ---------------- |
| Blue Origin               | Biconic Space Vehicle     | LEO   | New Glenn                            |                 |            |             |                      |                  |                      | Planirani datum nije poznat                                                                                  | U razvoju        |
| Boeing                    | CST-100 Starliner         | LEO   | Višestruko, u početku Atlas V        | 7               | 503        | 456         |                      | Solarni paneli   |                      | Planirano: prvi put bez posade 2023. (Prvi bez posade: 20. decembra 2019., drugi bez posade: 19. maja 2022.) | Testiranje (2/3) |
| Sierra Nevada Corporation | Dream Chaser Space System | LEO   | Višestruko, u početku Vulcan Centaur | 7               | 9          |             | 11,300               |                  |                      | 2026 | U razvoju        |
| SpaceX                    | Dragon 2                  | LEO   | Falcon 9 Block 5                     | 7               | 81         | 37          |                      | Solarni          |                      | Sa posadom: 30. maj 2020. (Bez posade: 2. marta 2019.)                                                       | Operativno (8/8) |
| SpaceX                    | Starship                  | Mars  | Super Heavy                          | <=100           | 50         | 9           | 1,335,000            | Solarni paneli   |                      | Planirano: 2022. bez posade                                                                                  | U razvoju        |

* - Format: sa posadom (bez posade), uključuje greške
1. ↑  Broj sedišta će biti 4 za rotacije članova posade za ISS
2. ↑  Iako je dizajniran da može da leti bilo gde u solarnom sistemu, predviđeni maksimalni domet ovog vozila je Mars
3. ↑  Plus peraje/noge

#### Suborbital
| Naziv firme            | Svemirske letelica       | Domet                                                        | Lansirni sistem     | Veličina mozga                   | Dužina (m) | Prečnik (m) | Masa lansiranja (kg) | Prvi svemirski let *                                   | Status            |
| ---------------------- | ------------------------ | ------------------------------------------------------------ | ------------------- | -------------------------------- | ---------- | ----------- | -------------------- | ------------------------------------------------------ | ----------------- |
| Scaled Composites      | SpaceShipOne             | 100 km (62 mi)                                               | White Knight        | 1                                | 8.53       | 8.05        | 3,600                | 21. Jun 2004                                           | Penzionisan (3/3) |
| Blue Origin            | New Shepard Crew Capsule | 114 km (71 mi) (kapsule, koristeći motor sistema za bekstvo) | New Shepard         | 6                                |            | 3.6         |                      | Sa posadom: 20. jul 2021 (Bez posade: 29. april 2015.) | Operativno (6/6)  |
| The Spaceship Company  | SpaceShipTwo             | 110 km (68 mi)                                               | White Knight Two    | 8 (2 pilota, 6 putnika)          | 18.3       | 8.3         | 9,740                | 13. Decembar 2018.                                     | Testiranje (5/6)  |
| Copenhagen Suborbitals | Tycho Deep Space         | 105 km (65 mi)                                               | Spica               | 1                                | 13         | 0.955       | 4,000                | Planirani datum nije poznat                            | U razvoju         |
| PD AeroSpace           | (Nepoznato)              | 110 km (68 mi)                                               | (Nepoznato)         | 8 (6 putnika, 2 pilota)          | 14.8       |             | >6,000               | Planirani datum nije poznat                            | U razvoju         |
| World View             | Explorer Capsule         | 30 km (19 mi)                                                | Stratosferski balon | 10 (8 putnika, 1 pilot, 1 domar) |            | 5.5         | 4,500                | Planirano 2024                                         | U razvoju         |

* - Format: sa posadom (bez posade), uključuje greške
1. ↑  Ne uključuje atmosferske letove sa posadom
2. ↑  Ne uključuje letove sa pogonom koji nisu namenjeni da stignu u svemir
3. ↑  Danski amaterski svemirski program za ljude.

### Proizvođači lansirnih vozila
| Naziv firme                         | Ime lansera                          | Tip lansera                                                           | Broj faza                     | Maksimalni doseg                         | Status lansera        | Prvo poletanje                                     | Reference                       |  |
| ----------------------------------- | ------------------------------------ | --------------------------------------------------------------------- | ----------------------------- | ---------------------------------------- | --------------------- | -------------------------------------------------- | ------------------------------- |  |
| ABL Space Systems                   | RS1                                  | Laka raketa                                                           | 2                             | LEO                                      | U razvoju             | 9. Januar 2023. (planirano)                        | [ 27 ]                          |  |
| Agnikul Cosmos                      | Agnibaan                             | Laka raketa                                                           | 2                             | LEO                                      | U razvoju             | Nepoznato                                          |                                 |  |
| ARCA Space                          | Haas 2b                              | Suborbitalna raketa sa posadom                                        | 1                             | Suborbitalni                             | Otkazano              | —                                                  | [ 28 ]                          |  |
| ARCA Space                          | Haas 2CA                             | Laka raketa                                                           | 1                             | LEO                                      | Otkazano              | —                                                  | [ 29 ]                          |  |
| ARCA Space                          | Super Haas                           | Srednja raketa                                                        | 2                             | LEO                                      | Predloženo            | Nepoznato                                          | [ 30 ]                          |  |
| ARCA Space                          | EcoRocket Demonstrator               | Laka raketa za višekratnu upotrebu                                    | 3                             | LEO                                      | U razvoju             | 2022 (planirano)                                   | [ 31 ]                          |  |
| ARCA Space                          | EcoRocket Heavy                      | Teška raketa                                                          | 3                             | Deep space                               | Predloženo            | Nepoznato                                          | [ 31 ]                          |  |
| Australian Space Research Institute | AUSROC Nano                          | Laka raketa                                                           | 2                             | LEO                                      | U razvoju             | Nepoznato                                          | [ 32 ]                          |  |
| Astra Space                         | Astra Rocket 1                       | Zvučna raketa                                                         | 2                             | Suborbitalni                             | Penzionisan (0/1)     | 2018                                               | [ 33 ] [ 34 ] [ 35 ]            |  |
| Astra Space                         | Astra Rocket 2                       | Zvučna raketa                                                         | 2                             | Suborbitalni                             | Penzionisan (0/1)     | 2018                                               | [ 36 ]                          |  |
| Astra Space                         | Astra Rocket 3                       | Laka raketa                                                           | 2                             | LEO                                      | Penzionisan (2/5)     | 2020                                               | [ 37 ] [ 38 ]                   |  |
| Astra Space                         | Astra Rocket 4                       | Laka raketa                                                           | 2                             | LEO                                      | U razvoju             | 2023 (planirano)                                   | [ 39 ] [ 40 ]                   |  |
| Astra Space                         | SALVO                                | Laka raketa                                                           | 2                             | LEO                                      | Otkazano              | —                                                  | [ 41 ] [ 42 ] [ 43 ]            |  |
| Bellatrix Aerospace                 | Chetak                               | Laka raketa                                                           | 2                             | LEO                                      | U razvoju             | 2023 (planirano)                                   |                                 |  |
| Blue Origin                         | New Shepard                          | Suborbitalna raketa za višekratnu upotrebu                            | 1                             | Suborbitalni                             | Operativno (22/23)    | 2015                                               |                                 |  |
| Blue Origin                         | New Glenn                            | Teška raketa za višekratnu upotrebu                                   | 2 or 3                        | GTO                                      | U razvoju             | 2023 (planirano)                                   | [ 44 ] [ 45 ] [ 46 ]            |  |
| Blue Origin                         | New Armstrong                        | Super-teška raketa za višekratnu upotrebu                             | 3                             | HCO                                      | Predloženo            | ~2030 (Predloženo)                                 |                                 |  |
| BluShift Aerospace                  | Stardust                             | Zvučna raketa za višekratnu upotrebu                                  | 1                             | Suborbitalni                             | Operativno (1/1)      | 2020                                               |                                 |  |
| BluShift Aerospace                  | Starless Rogue                       | Zvučna raketa                                                         | 2                             | Suborbitalni                             | U razvoju             | Nepoznato                                          |                                 |  |
| BluShift Aerospace                  | Brown Dwarf                          | Zvučna raketa                                                         | 2 or 3                        | Suborbitalni                             | Otkazano              | —                                                  |                                 |  |
| BluShift Aerospace                  | Red Dwarf                            | Laka raketa                                                           | 3                             | LEO                                      | U razvoju             | Q2 2024 (planirano)                                |                                 |  |
| Borneo SubOrbitals                  | TBA                                  | Zvučna raketa                                                         | 2 or 3                        | Suborbitalni                             | U razvoju             | 2022 (planirano)                                   | [ 47 ] [ 48 ] [ 49 ]            |  |
| Canadian Arrow                      | Canadian Arrow                       | Suborbitalna raketa sa posadom                                        | 2                             | Suborbitalni                             | Otkazano              | —                                                  | [ 50 ]                          |  |
| CubeCab                             | Cab-3A                               | Laka raketa                                                           | 3 + avion                     | LEO                                      | Predloženo            | Nepoznato                                          | [ 51 ] [ 52 ]                   |  |
| Datiotec Aeroespacial / INMEU A.C.  | JFCR.2000-Pollux                     | Zvučna raketa                                                         | 1                             | Suborbitalni                             | U razvoju             | Nepoznato                                          | [ 53 ] [ 54 ]                   |  |
| Exos Aerospace                      | SARGE                                | Zvučna raketa za višekratnu upotrebu                                  | 1                             | Suborbitalni                             | Operativno (3/4)      | 2018                                               | [ 55 ] [ 56 ]                   |  |
| Equatorial Space Systems            | Volans                               | Laka raketa                                                           | 3                             | LEO                                      | U razvoju             | Nepoznato                                          | [ 57 ]                          |  |
| Equatorial Space Systems            | Dorado                               | Zvučna raketa                                                         | 1 or 2                        | Suborbitalni                             | U razvoju             | 2023 (planirano)                                   | [ 58 ]                          |  |
| Equatorial Space Systems            | LAD                                  | Zvučna raketa                                                         | 1                             | Suborbitalni                             | Penzionisan (1/1)     | 2020                                               | [ 59 ]                          |  |
| Firefly Aerospace                   | Firefly Alpha                        | Laka raketa                                                           | 2                             | LEO                                      | Operativno (1/2)      | 2021                                               | [ 60 ]                          |  |
| Firefly Aerospace                   | Firefly MLV                          | Laka raketa                                                           | 2                             | LEO                                      | U razvoju             | 2025 (planirano)                                   | [ 61 ]                          |  |
| General Astronautics                | Urania                               | Srednja raketa                                                        | 3                             | LEO                                      | Otkazano              | —                                                  | [ 62 ] [ 63 ]                   |  |
| Gilmour Space Technologies          | RASTA                                | Zvučna raketa                                                         | 1                             | Suborbitalni                             | Penzionisan (1/1)     | 2016                                               | [ 64 ]                          |  |
| Gilmour Space Technologies          | Eris                                 | Laka raketa                                                           | 3                             | LEO                                      | U razvoju             | April 2023 (planirano)                             | [ 64 ]                          |  |
| Generation Orbit                    | X-60A (GOLauncher 1)                 | Zvučna raketa lansirana iz vazduha                                    | 1 + avion                     | Suborbitalni                             | U razvoju             | Nepoznato                                          | [ 65 ] [ 66 ]                   |  |
| Generation Orbit                    | GOLauncher 2                         | Lansiranje u orbitu                                                   | 2 + avion                     | LEO                                      | U razvoju             | Nepoznato                                          |                                 |  |
| Independence-X Aerospace            | DNLV (Dedicated Nano Launch Vehicle) | Laka raketa                                                           | 2                             | LEO                                      | U razvoju             | 2023 (planirano)                                   | [ 67 ] [ 68 ]                   |  |
| Interorbital Systems                | NEPTUNE N series                     | Laka raketa                                                           | 3–4                           | LEO                                      | U razvoju             | Nepoznato                                          | [ 69 ] [ 70 ]                   |  |
| Interorbital Systems                | NEPTUNE N36                          | Laka raketa                                                           | 4                             | TLI                                      | Predloženo            | Nepoznato                                          | [ 69 ] [ 70 ]                   |  |
| Interorbital Systems                | Neptune TSAAHTO                      | Srednja raketa                                                        | 2½                            | TLI                                      | Predloženo            | Nepoznato                                          | [ 69 ]                          |  |
| Interstellar Technologies           | Momo                                 | Zvučna raketa                                                         | 1                             | Suborbitalni                             | Operativno (3/7)      | 2017                                               | [ 71 ] [ 72 ]                   |  |
| Isar Aerospace                      | Spectrum                             | Laka raketa                                                           | 2                             | LEO                                      | U razvoju             | H1 2023 (planirano)                                | [ 73 ]                          |  |
| Launcher                            | Light                                | Laka raketa                                                           | 2                             | LEO                                      | U razvoju             | 2024 (planirano)                                   | [ 74 ]                          |  |
| Leaf Space                          | Primo                                | Laka raketa                                                           | 2                             | LEO                                      | Predloženo            | Nepoznato                                          | [ 75 ] [ 76 ]                   |  |
| Lin Industrial                      | Taymyr                               | Laka raketa                                                           | 3                             | LEO                                      | U razvoju             | Nepoznato                                          | [ 77 ] [ 78 ]                   |  |
| Lockheed Martin                     | VentureStar                          | Svemirski avion za višekratnu upotrebu                                | 1                             | LEO                                      | Otkazano              | —                                                  | [ 79 ]                          |  |
| Lockheed Martin                     | Athena                               | Srednja raketa                                                        | 2 or 3                        | TLI                                      | Penzionisan (5/7)     | 1995                                               |                                 |  |
| Mishaal Aerospace                   | M-SV                                 | Zvučna raketa                                                         | 1                             | Suborbitalni                             | U razvoju             | Nepoznato                                          | [ 80 ] [ 81 ] [ 82 ]            |  |
| Mishaal Aerospace                   | M-OV                                 | Laka raketa                                                           | 1 + 6 Boosters                | LEO                                      | U razvoju             | Nepoznato                                          | [ 80 ] [ 81 ] [ 83 ]            |  |
| Mishaal Aerospace                   | M-LV                                 | Laka raketa                                                           | 1 + 8 boosters                | TLI                                      | U razvoju             | Nepoznato                                          | [ 80 ] [ 81 ] [ 84 ]            |  |
| OneSpace                            | OS-X                                 | Zvučna raketa                                                         | 2                             | Suborbitalni                             | Operativno (2/2)      | 2018                                               | [ 85 ]                          |  |
| OneSpace                            | OS-M1                                | Laka raketa                                                           | 3                             | LEO                                      | Operativno (0/1)      | 2019                                               | [ 86 ]                          |  |
| OneSpace                            | OS-M2                                | Laka raketa                                                           | 3 + 2 boosters                | LEO                                      | U razvoju             | Nepoznato                                          | [ 87 ]                          |  |
| OneSpace                            | OS-M4                                | Laka raketa                                                           | 3 + 4 boosters                | LEO                                      | U razvoju             | Nepoznato                                          | [ 88 ]                          |  |
| Orbex                               | Prime                                | Laka raketa                                                           | 2                             | LEO                                      | U razvoju             | 2023 (planirano)                                   | [ 89 ]                          |  |
| OrbitX                              | Haribon SLS-1                        | Laka raketa                                                           | 2                             | LEO                                      | U razvoju             | 2023–2024 (planirano)                              |                                 |  |
| Northrop Grumman Innovation Systems | Antares                              | Srednja raketa                                                        | 3                             | LEO                                      | Operativno (15/16)    | 2013                                               | [ 90 ]                          |  |
| Northrop Grumman Innovation Systems | Minotaur-C, formerly Taurus          | Laka raketa                                                           | 4                             | LEO                                      | Operativno (7/10)     | 1994                                               | [ 91 ] [ 92 ] [ 93 ]            |  |
| Northrop Grumman Innovation Systems | Pegasus                              | Lansiranje u orbitu                                                   | 3-4 + avion                   | HEO                                      | Operativno (40/45)    | 1990                                               |                                 |  |
| Northrop Grumman Innovation Systems | Omega                                | Srednja raketa                                                        | 3 + 0-6 boosters              | GEO                                      | Otkazano              | (Planirano je za 2021)                             | [ 94 ]                          |  |
| Orbital Transport & Raketen AG      | OTRAG                                | Srednja raketa                                                        | promenljiva                   | LEO (dizajniran) Suborbitalni (postigao) | Penzionisan (15/18)   | 1977                                               | [ 95 ]                          |  |
| Perigee Aerospace                   | Blue Whale 1                         | Laka raketa                                                           | 2                             | LEO                                      | U razvoju             | Nepoznato                                          | [ 96 ] [ 97 ]                   |  |
| PLD Space                           | Miura 1                              | Zvučna raketa                                                         | 1                             | Suborbitalni                             | U razvoju             | 15. Januar 2023. (planirano)                       | [ 98 ] [ 99 ] [ 100 ] [ 101 ]   |  |
| PLD Space                           | Miura 5                              | Laka raketa                                                           | 3                             | LEO                                      | U razvoju             | 2024 (planirano)                                   | [ 102 ]                         |  |
| Relativity Space                    | Terran 1                             | Laka raketa                                                           | 2                             | LEO                                      | U razvoju             | 2022 (planirano)                                   | [ 103 ] [ 104 ]                 |  |
| Relativity Space                    | Terran R                             | Srednja raketa za višekratnu upotrebu                                 | 2                             | Duboki svemir                            | U razvoju             | 2024 (planirano)                                   | [ 105 ]                         |  |
| Rocket Crafters                     | Intrepid-1                           | Laka raketa                                                           | 2                             | LEO                                      | U razvoju             | Nepoznato                                          | [ 106 ] [ 107 ]                 |  |
| Rocket Lab                          | Ātea-1                               | Zvučna raketa                                                         | 2                             | Suborbitalni                             | Penzionisan (1/1)     | 2009                                               | [ 108 ] [ 109 ]                 |  |
| Rocket Lab                          | Ātea-2                               | Zvučna raketa                                                         | 2                             | Suborbitalni                             | Otkazano              | —                                                  | [ 110 ]                         |  |
| Rocket Lab                          | Electron                             | Laka raketa za višekratnu upotrebu                                    | 2                             | TLI                                      | Operativno (26/29)    | 2017                                               | [ 111 ]                         |  |
| Rocket Lab                          | Neutron                              | Srednja raketa                                                        | 2                             | GTO                                      | U razvoju             | 2024 (planirano)                                   | [ 112 ] [ 113 ]                 |  |
| RocketStar                          | Star-Lord                            | Laka raketa                                                           | 2                             | LEO                                      | U razvoju             | Nepoznato                                          | [ 114 ]                         |  |
| Rocket Factory Augsburg             | RFA One                              | Laka raketa                                                           | 3                             | LEO                                      | U razvoju             | 2023 (planirano)                                   | [ 115 ] [ 116 ] [ 73 ]          |  |
| Skyroot Aerospace                   | Vikram S                             | Zvučna raketa                                                         | 3                             | LEO                                      | Operativno            | 2022 November 18                                   | [ 117 ]                         |  |
| Skyroot Aerospace                   | Vikram-II                            | Laka raketa                                                           | 3                             | LEO                                      | U razvoju             | Nepoznato                                          |                                 |  |
| Skyroot Aerospace                   | Vikram-III                           | Laka raketa                                                           | 3                             | LEO                                      | U razvoju             | Nepoznato                                          |                                 |  |
| Skyrora                             | Skyrora 1                            | Zvučna raketa                                                         | 1                             | Suborbitalni                             | U razvoju             | Nepoznato                                          | [ 118 ] [ 119 ] [ 120 ]         |  |
| Skyrora                             | Skylark Micro                        | Zvučna raketa                                                         | 2                             | Suborbitalni                             | Operativno (1/1)      | 2021                                               | [ 121 ]                         |  |
| Skyrora                             | Skylark L                            | Zvučna raketa                                                         | 1                             | Suborbitalni                             | U razvoju             | 2022 (planirano)                                   | [ 122 ] [ 123 ]                 |  |
| Skyrora                             | Skyrora XL                           | Laka raketa                                                           | 3                             | LEO                                      | U razvoju             | 2023 (planirano)                                   | [ 124 ] [ 125 ] [ 126 ] [ 127 ] |  |
| SpaceForest                         | Bigos                                | Zvučna raketa                                                         | 1                             | Suborbitalni                             | Operativno (5/5)      | 2015                                               | [ 128 ]                         |  |
| SpaceForest                         | Candle-2                             | Zvučna raketa                                                         | 1                             | Suborbitalni                             | Operativno (1/1)      | 2016                                               | [ 129 ] [ 130 ] [ 131 ]         |  |
| SpaceForest                         | Perun                                | Zvučna raketa                                                         | 1                             | Suborbitalni                             | Operativno (1/1)      | 2020                                               | [ 133 ]                         |  |
| SpaceForest                         | SIR (Suborbital Inexpensive Rocket)  | Zvučna raketa                                                         | 1                             | Suborbitalni                             | U razvoju             | 2022 (planirano)                                   | [ 128 ] [ 134 ]                 |  |
| Space Services Inc.                 | Percheron                            | Zvučna raketa                                                         | 1                             | Suborbitalni                             | Otkazano              | —                                                  | [ 135 ]                         |  |
| Space Services Inc.                 | Conestoga 1620                       | Srednja raketa                                                        | 4                             | LEO (dizajniran) Suborbitalni (postigao) | Penzionisan (0/1)     | 1995                                               | [ 135 ]                         |  |
| SpaceLS                             | Prometheus-1                         | Laka raketa                                                           | 2                             | LEO                                      | U razvoju             | Nepoznato                                          | [ 136 ] [ 137 ]                 |  |
| Space Pioneer                       | Tiansuo-1                            | Testna faza vertikalnog sletanja                                      | 1                             | Suborbitalni                             | U razvoju             | Nepoznato                                          | [ 138 ]                         |  |
| Space Pioneer                       | Tianlong-1                           | Laka raketa                                                           |                               | LEO                                      | U razvoju             | Nepoznato                                          | [ 138 ]                         |  |
| SpaceX                              | Falcon 1                             | Laka raketa                                                           | 2                             | LEO                                      | Penzionisan (2/5)     | 2006                                               | [ 139 ]                         |  |
| SpaceX                              | Falcon 1e                            | Laka raketa                                                           | 2                             | LEO                                      | Otkazano              | —                                                  | [ 139 ]                         |  |
| SpaceX                              | Falcon 5                             | Srednja raketa                                                        | 2                             | GTO                                      | Otkazano              | —                                                  | [ 140 ]                         |  |
| SpaceX                              | Falcon 9 v1.0                        | Srednja raketa                                                        | 2                             | GTO (dizajniran) LEO (postigao)          | Penzionisan (5/5)     | 2010                                               | [ 141 ]                         |  |
| SpaceX                              | Falcon 9 v1.1                        | Srednja raketa                                                        | 2                             | HCO                                      | Penzionisan (14/15)   | 2013                                               | [ 141 ]                         |  |
| SpaceX                              | Falcon 9 Full Thrust Block 1-4       | Srednja raketa za višekratnu upotrebu / Teška raketa (potrošnja)      | 2                             | TMI                                      | Penzionisan (36/36)   | 2015                                               | [ 141 ]                         |  |
| SpaceX                              | Falcon 9 Block 5                     | Srednja raketa za višekratnu upotrebu / Teška raketa (potrošnja)      | 2                             | TMI                                      | Operativno (139/139)  | 2018                                               | [ 143 ] [ 144 ]                 |  |
| SpaceX                              | Falcon Heavy                         | Teška raketa za višekratnu upotrebu / Super-heavy rocket (expendable) | 2 + 2 boosters                | Duboki svemir (Pluto)                    | Operativno (4/4)      | 2018                                               | [ 141 ] [ 146 ]                 |  |
| SpaceX                              | Starship Super-Heavy                 | Super-teška raketa za višekratnu upotrebu                             | 2                             | Duboki svemir                            | U razvoju             | 2022 (planirano)                                   | [ 148 ] [ 149 ]                 |  |
| Success Rockets                     | Nebo 1                               | Ultralaka raketa                                                      | 1                             | Suborbitalni                             | Operativno (1/1)      | Decembar 2021                                      | [ 150 ]                         |  |
| Success Rockets                     | Stalker                              | Ultralaka raketa                                                      | 2                             | LEO                                      | U razvoju             | 2024                                               | [ 151 ]                         |  |
| United Launch Alliance              | Atlas V                              | Srednja raketa                                                        | 2 + 0-5 boosters              | TMI                                      | Operativno (94/95)    | 2002                                               | [ 152 ]                         |  |
| United Launch Alliance              | Delta II 6000                        | Srednja raketa                                                        | 2-3 + 9 boosters              | GTO                                      | Penzionisan (17/17)   | 1989                                               | [ 153 ]                         |  |
| United Launch Alliance              | Delta II 7000                        | Laka raketa                                                           | 2-3 + 3, 4 or 9 boosters      | GTO                                      | Penzionisan (130/132) | 1990                                               | [ 153 ]                         |  |
| United Launch Alliance              | Delta II 7000H                       | Srednja raketa                                                        | 2-3 + 9 boosters              | TMI                                      | Penzionisan (6/6)     | 2003                                               | [ 153 ]                         |  |
| United Launch Alliance              | Delta IV                             | Srednja raketa                                                        | 2 + 0, 2 or 4 boosters        | GTO                                      | Penzionisan (28/28)   | 2003                                               | [ 154 ]                         |  |
| United Launch Alliance              | Delta IV Heavy                       | Teška raketa                                                          | 2 + 2 boosters                | GTO                                      | Operativno (10/11)    | 2004                                               | [ 155 ]                         |  |
| United Launch Alliance              | Vulcan                               | Teška raketa                                                          | 2 + 0-6 boosters              | GTO                                      | U razvoju             | 2023 (planirano)                                   | [ 156 ]                         |  |
| UP Aerospace                        | Skyloft/Skyloft XL                   | Zvučna raketa                                                         | 1                             | Suborbitalni                             | Operativno (18/19)    | 2006                                               |                                 |  |
| UP Aerospace                        | Spyder                               | Laka raketa                                                           | 2                             | LEO                                      | U razvoju             | 2023                                               |                                 |  |
| Vector Launch                       | Vector-R                             | Laka raketa                                                           | 2                             | LEO                                      | U razvoju             | 2023 (2 prototipa lansirana u 2017)                |                                 |  |
| Vector Launch                       | Vector-RE1                           | Laka raketa                                                           | 2 or 3                        | LEO                                      | Otkazano              | —                                                  |                                 |  |
| Vector Launch                       | Vector-H                             | Laka raketa                                                           | 2                             | LEO                                      | Otkazano              | —                                                  |                                 |  |
| Vector Launch                       | Vector-HE1                           | Laka raketa                                                           | 2 or 3                        | LEO                                      | Otkazano              | —                                                  |                                 |  |
| Virgin Orbit                        | LauncherOne                          | Lansiranje u orbitu                                                   | 2 + avion                     | LEO                                      | Operativno (4/5)      | 2020 (Prvi uspešan pokušaj je bio u januaru 2021.) | [ 157 ]                         |  |
| Zero2infinity                       | Bloostar                             | Rockoon sistem (balon na velikoj visini i svemirski lanser)           | 3 + balon na velikim visinama | LEO                                      | U razvoju             | Nepoznato                                          | [ 158 ]                         |  |

### Lenderi, roveri i orbiteri
| Naziv firme                        | Naziv vozila                                                   | Tip vozila                                              | Status vozila          | Reference       |
| ---------------------------------- | -------------------------------------------------------------- | ------------------------------------------------------- | ---------------------- | --------------- |
| ARCASPACE                          | ELE (European Lunar Explorer)                                  | lunarni orbiter                                         | U razvoju              | [ 159 ]         |
| Astrobotic Technology              | Red Rover                                                      | lunarni rover                                           | U razvoju              | [ 160 ]         |
| Astrobotic Technology              | Griffin (previously Artemis Lander)                            | lunarni lander                                          | Pregovaranje           | [ 161 ]         |
| Astrobotic Technology              | Peregrine Lander                                               | lunarni lander                                          | U razvoju              | [ 162 ]         |
| Blue Origin                        | Blue Moon                                                      | lunarni lander                                          | U razvoju              |                 |
| Blue Origin                        | Integrated Lander Vehicle                                      | lunarni let sa posadom                                  | U razvoju              |                 |
| Dynetics                           | Dynetics HLS                                                   | lunarni lander                                          | U razvoju              |                 |
| Euroluna                           | ROMIT                                                          | lunarni rover                                           | Otkazano               | [ 163 ]         |
| Golden Spike Company (Nepostojeći) | unnamed                                                        | lunarni let sa posadom                                  | Otkazano               | [ 164 ]         |
| Hakuto                             | Sorato                                                         | lunarni rover                                           | U razvoju              | [ 165 ] [ 166 ] |
| Hakuto                             | Tetris                                                         | lunarni rover                                           | Otkazano               | [ 167 ]         |
| Independence-X Aerospace           | SQUALL (Scientific Quest Unmanned Autonomous Lunar Lander)     | lunarni lander                                          | Otkazano               | [ 168 ]         |
| Interorbital Systems               | RIPPER (Robotic InterPlanetary Prospector Excavator Retriever) | lunarni lander                                          | U razvoju              | [ 169 ]         |
| Intuitive Machines                 | Nova-C lander, and Universal Reentry Vehicle (URV)             | lunarni lander; orbitalno vozilo za višekratnu upotrebu | U razvoju              | [ 171 ]         |
| Lunar Mission One                  | unnamed                                                        | lunarni lander                                          | Predloženo (2014)      | [ 172 ]         |
| Masten Space Systems               | XEUS                                                           | lunarni lander                                          | Pregovaranje           | [ 161 ]         |
| Masten Space Systems               | XL-1                                                           | lunarni lander                                          | U razvoju              | [ 173 ]         |
| Moon Express                       | MX-1                                                           | lunarni lander                                          | Testiranje             | [ 161 ] [ 174 ] |
| Odyssey Moon                       | MoonOne (M-1)                                                  | lunarni rover                                           | Otkazano               | [ 175 ]         |
| Omega Envoy                        | Sagan                                                          | lunarni rover                                           | Otkazano               | [ 176 ]         |
| OrbitBeyond                        | Z-01                                                           | lunarni lenderi i roveri                                | Predloženo (2018)      | [ 177 ] [ 178 ] |
| PTScientists                       | Audi Lunar quattro                                             | lunarni rover                                           | Testiranje             | [ 179 ]         |
| PTScientists                       | ALINA (Autonomous Landing and Navigation Module)               | lunarni lander                                          | U razvoju              | [ 180 ]         |
| Puli Space Technologies            | Puli                                                           | lunarni rover                                           | Prikupljanje sredstava | [ 181 ]         |
| SpaceX                             | Starship                                                       | sletanje na Mars sa posadom                             | U razvoju              |                 |
| SpaceX                             | Starship HLS                                                   | lunarni let sa posadom                                  | U razvoju              |                 |
| Team FREDNET                       | Picorover                                                      | lunarni rover                                           | Otkazano               | [ 182 ]         |
| Team Italia                        | AMALIA (Ascensio Machinae Ad Lunam Italica Arte)               | lunarni rover                                           | Otkazano               | [ 183 ]         |
| Team Indus                         | HHK-1                                                          | lunarni lander                                          | U razvoju              |                 |
| Team Indus                         | ECA                                                            | lunarni rover                                           | U razvoju              |                 |
| TransOrbital                       | TrailBlazer                                                    | lunarni orbiter                                         | Otkazano               | [ 184 ]         |
| Team Plan B                        | Plan B                                                         | lunarni rover                                           | Otkazano               |                 |
| Spacebit                           | Asagumo                                                        | lunarni rover                                           | Testiranje             | [ 185 ] [ 186 ] |
| Space IL                           | Beresheet                                                      | lunarni lander                                          | Srušio se pri sletanju |                 |
| Space Explration Corp              | Defiant                                                        | lunarni lander                                          | Otkazano               | [ 187 ]         |
| Synergy Moon                       | Tesla                                                          | lunarni rover                                           | U razvoju              | [ 188 ]         |

### Istraživačka vozila i demonstratori tehnologije
| Naziv firme            | Naziv vozila        | Namena vozila                                                | Status vozila                 | Reference       |
| ---------------------- | ------------------- | ------------------------------------------------------------ | ----------------------------- | --------------- |
| ARCA                   | Demonstrator 2b     | demonstracija monopogonskog motora za višekratnu upotrebu    | Penzionisan                   |                 |
| Armadillo Aerospace    | Quad                | demonstracija VTOL                                           | Penzionisan                   |                 |
| ASRI                   | AUSROC I            | sistemi testiranja                                           | Penzionisan                   |                 |
| ASRI                   | AUSROC II           | nosivost do 10 km                                            | Penzionisan                   |                 |
| ASRI                   | AUSROC 2.5          | sistemi testiranja                                           | Testiranje                    |                 |
| ASRI                   | AUSROC III          | nosivost od 150 kg do 500 km                                 | U razvoju                     |                 |
| Blue Origin            | Goddard             | demonstracija VTOL                                           | Penzionisan                   |                 |
| Deep Blue Aerospace    | Nebula-1            | demonstracija VTOL                                           | U razvoju                     | [ 189 ]         |
| Interorbital Systems   | Neutrino            | sistemi testiranja                                           | Operativno                    |                 |
| Interorbital Systems   | Tachyon             | sistemi testiranja                                           | Operativno                    | [ 190 ]         |
| Lockheed Martin        | X-33                | demonstracija SSTO                                           | Otkazano                      |                 |
| Masten Space Systems   | XA-0.1              | demonstracija VTOL                                           | Penzionisan                   |                 |
| Masten Space Systems   | XA-0.1B             | Lunar Lander Challenge Level 1                               | Operativno                    |                 |
| Masten Space Systems   | XA-0.1E             | Lunar Lander Challenge Level 2, commercial precursor flights | Penzionisan (12 flights)      |                 |
| Masten Space Systems   | XA-0.1E2            | komercijalni letovi                                          | Uništeno (115 flights)        |                 |
| Masten Space Systems   | XA-0.1E4            | komercijalni letovi                                          | Penzionisan (75 flights)      |                 |
| Masten Space Systems   | XA-0.1E5            | komercijalni letovi                                          | Operativno                    |                 |
| Masten Space Systems   | XL-1T               | zemaljski testni krevet za lunarni lender XL-1               | U razvoju                     |                 |
| Masten Space Systems   | Xeus                | komercijalni letovi                                          | Otkazano                      |                 |
| McDonnell Douglas      | DC-X                | demonstracija VTOL                                           | Penzionisan (11 test flights) |                 |
| Origin Space           | Yang Wang-1         | programer svemirskih mineralnih resursa                      | U razvoju                     | [ 191 ]         |
| Rotary Rocket          | Roton ATV           | demonstracija VTOL                                           | Penzionisan (3 test flights)  |                 |
| Space Services Inc.    | Conestoga I         | sistemi testiranja                                           | Penzionisan (1 test)          | [ 135 ]         |
| SpaceX                 | Grasshopper         | demonstracija VTOL                                           | Penzionisan (8 tests)         | [ 192 ]         |
| SpaceX                 | F9R Dev1            | poboljšati VTOL (mala visina)                                | Uništeno (5 flights)          | [ 193 ]         |
| SpaceX                 | F9R Dev2            | poboljšati VTOL (velika visina)                              | Otkazano                      |                 |
| SpaceX                 | Starhopper          | demonstracija VTOL                                           | Penzionisan (4 test flights)  |                 |
| SpaceX                 | Starship prototypes | demonstracija VTOL                                           | Penzionisan (7 test flight)   |                 |
| Swedish Space Corp.    | Maxus               | nosivost do 700 km                                           | Operativno                    |                 |
| Swedish Space Corp.    | Maser               | nosivost do 300 km                                           | Operativno                    |                 |
| UP Aerospace           | SpaceLoft XL        | nosivost do 140 km                                           | Operativno                    | [ 194 ]         |
| World View Enterprises | Stratollite         | nosivost do 30 km i 300 kg                                   | Operativno                    | [ 195 ] [ 196 ] |
| zero2infinity          | nanobloon 1.0       | nosivost do 32 km                                            | Operativno                    | [ 197 ]         |
| zero2infinity          | nanobloon 2.0       | nosivost do 33 km                                            | Operativno                    |                 |
| zero2infinity          | microbloon 1.0      | nosivost do 24 km                                            | Operativno                    |                 |
| zero2infinity          | microbloon 2.0      | nosivost do 31 km                                            | Operativno                    |                 |
| zero2infinity          | microbloon 3.0      | nosivost do 27 km                                            | Operativno                    |                 |

## Proizvođači
| Naziv firme             | Motor             | Vrsta motora                  | Aplikacije                                                        | Status      | Reference               |
| ----------------------- | ----------------- | ----------------------------- | ----------------------------------------------------------------- | ----------- | ----------------------- |
| Accion Systems Inc.     | MAX-1, TILE       | electrospray ion              | small satellite/CubeSat                                           | U razvoju   | [ 198 ] [ 199 ]         |
| Ad Astra Rocket Company | VASIMR            | plasma propulsion             | space tug/orbital transfer vehicle                                | U razvoju   | [ 200 ]                 |
| ARCA                    | Executor          | LOX/RP-1                      | IAR 111, Haas 2, Haas 2b, Super Haas                              | U razvoju   |                         |
| ArianeGroup             | Vulcain           | LH2/LOX                       | Ariane 5/Ariane 6 Main stage                                      | Operativno  |                         |
| Blue Origin             | BE-3              | LH2/LOX                       | New Shepard                                                       | Operativno  |                         |
| Blue Origin             | BE-4              | LOX/CH 4                      | Vulcan, New Glenn                                                 | Testiranje  |                         |
| CU Aerospace            | PUC               | microcavity discharge         | small satellite/CubeSat                                           | U razvoju   | [ 201 ] [ 202 ]         |
| CU Aerospace            | CHIPS             | resistojet                    | small satellite/CubeSat                                           | U razvoju   | [ 202 ] [ 203 ]         |
| CU Aerospace            | PPT-11            | pulsed plasma                 | small satellite/CubeSat                                           | U razvoju   | [ 204 ] [ 205 ]         |
| Exo Terra Resource      | Halo              | Hall effect                   | small satellite/CubeSat                                           | U razvoju   | [ 206 ]                 |
| Firefly Aerospace       | Reaver            | LOX/RP-1                      | Firefly Alpha first stage                                         | Operativno  |                         |
| Firefly Aerospace       | Miranda           | LOX/RP-1                      | Firefly MLV first stage                                           | U razvoju   | [ 61 ]                  |
| Reaction Engines Ltd.   | SABRE             | hybrid air-breathing/chemical | Skylon                                                            | U razvoju   | [ 207 ]                 |
| Rocket Lab              | Rutherford        | LOX/RP-1                      | Electron first stage                                              | Operativno  |                         |
| Rocket Lab              | Rutherford Vacuum | LOX/RP-1                      | Electron second stage                                             | Operativno  |                         |
| Rocket Lab              | Archimedes        | LOX/CH 4                      | Neutron first stage                                               | U razvoju   | [ 208 ]                 |
| Sierra Space            | VR35K-A           | LH2/LOX                       | Upper Stage                                                       | U razvoju   | [ 209 ] [ 210 ]         |
| SpaceDev                | RocketMotorOne    | hybrid                        | SpaceShipOne                                                      | Penzionisan | [ 211 ]                 |
| SpaceX                  | Kestrel           | LOX/RP-1                      | Falcon 1 second stage                                             | Penzionisan |                         |
| SpaceX                  | Merlin            | LOX/RP-1                      | Falcon 1, Falcon 9, Falcon Heavy first stage/boosters             | Operativno  | [ 212 ] [ 213 ] [ 145 ] |
| SpaceX                  | Merlin Vacuum     | LOX/RP-1                      | Falcon 9 second stage, Falcon Heavy second stage                  | Operativno  | [ 213 ] [ 145 ]         |
| SpaceX                  | Raptor            | LOX/CH 4                      | SpaceX Mars transportation infrastructure, Starship, Starship HLS | Testiranje  | [ 214 ]                 |
| Virgin Galactic         | RocketMotorTwo    | hybrid                        | SpaceShipTwo                                                      | Operativno  |                         |
| Ursa Major Technologies | Hadley            | Jet-A/LOX                     | Hypersonics, Boost Stage, Upper Stage                             | U razvoju   | [ 215 ] [ 216 ]         |

## Satelitski lanseri
| Kompanija                           | Lansirna vozila            | Napomena                                                    | Reference                |
| ----------------------------------- | -------------------------- | ----------------------------------------------------------- | ------------------------ |
| Arianespace                         | Ariane, Vega               | Manjinsko vlasništvo nekih država EU                        |                          |
| Astra Space                         | Rocket 3, Rocket 4         | Raketa 3 je penzionisana u avgustu 2022                     | [ 40 ]                   |
| Firefly Aerospace                   | Firefly Alpha, Firefly MLV |                                                             |                          |
| IHI Corporation                     | Epsilon                    | Neka istraživanja i razvoj od strane JAXA                   |                          |
| Mitsubishi Heavy Industries         | H-IIA                      | Istraživanje i razvoj uradila JAXA.                         | [ 217 ]                  |
| Northrop Grumman Innovation Systems | Antares, Minotaur          | Sopstveni lanseri, koje finansira NASA                      |                          |
| Rocket Lab                          | Neutron, Electron          |                                                             |                          |
| SpaceX                              | Falcon 9, Falcon Heavy     |                                                             |                          |
| Sea Launch                          | Zenit                      | U vlasništvu S7 Airlines                                    |                          |
| United Launch Alliance              | Atlas V, Delta IV Heavy    | 50% u vlasništvu Lockheed Martin, i 50% u vlasništvu Boeing |                          |
| Vaya Space                          | Dauntless                  |                                                             | http://www.vayaspace.com |

## Svemirska ekonomija

### Svemirska proizvodnja
| Niziv firme                  | Proizvodi | Proizvođač vozila    | Status             | Reference       |
| ---------------------------- | --- | -------------------- | ------------------ | --------------- |
| Shackleton Energy Company    | pogonsko gorivo, svemirska infrastruktura, skladište pogonskog goriva                                              | Nepoznato            | Nepostojeći (2020) | [ 218 ]         |
| Made In Space                | 3D štampa u ISS, antenski sistemi u svemiru, optička vlakna                                                        | Nepoznato            | Operativno (2018)  | [ 219 ]         |
| Varda Space Industries       | izgradnja proizvoda u svemiru i njihovo vraćanje na zemlju (npr. ZBLAN, 3d štampani organi)                        | Nepoznato            | Operativno (2021)  | [ 220 ]         |
| Deep Space Industries        | pogonsko gorivo, komunikacione platforme, sateliti na solarnu energiju                                             | MicroGravity Foundry | Nepostojeći (2020) | [ 221 ]         |
| Cosmic Shielding Corporation | Svemirski materijali; Multifunkcionalni polimeri za svemirske letelice i strukturne i zaštitne komponente staništa | Nepoznato            | Operativno (2021)  | [ 222 ] [ 223 ] |

### Svemirsko rudarenje
| Naziv firme               | Telo koje će biti minirano | Vozilo za rudarenje        | Status rudarstva   | Reference       |
| ------------------------- | -------------------------- | -------------------------- | ------------------ | --------------- |
| Deep Space Industries     | Asteroidi blizu Zemlje     | Prospector-1, Harvestor 1  | Nepostojeći (2019) | [ 224 ] [ 225 ] |
| ispace                    | Mesec                      | Hakuto-R                   | U razvoju          | [ 226 ] [ 227 ] |
| Moon Express              | Mesec                      | MX-1, MX-2, MX-5, MX-9     | U razvoju          | [ 228 ]         |
| Planetary Resources       | Asteroidi blizu Zemlje     | Arkyd Series 100, 200, 300 | Otkazano           | [ 229 ]         |
| Shackleton Energy Company | Mesec                      | TBD                        | Nepostojeći (2020) | [ 218 ]         |

### Svemirske stanice
| Naziv privatnog preduzeća | Ime svemirske letelice                       | Tip svemirske letelice           | Unutrašnja zapremina    | Kapacitet putnika        | Status vozila         | Okolo orbite | Reference               |
| ------------------------- | -------------------------------------------- | -------------------------------- | ----------------------- | ------------------------ | --------------------- | ------------ | ----------------------- |
| Axiom Space               | Axiom International Commercial Space Station | Čvrsti modul                     |                         | 8                        | U razvoju (2016)      | Zemlja       | [ 231 ] [ 232 ]         |
| Bigelow Aerospace         | Genesis I subscale test spacecraft           | Modul na naduvavanje             | 11,5 m3 (406 cu ft)     | Bez posade               | Napušteno , na orbiti | Zemlja       | [ 235 ]                 |
| Bigelow Aerospace         | Genesis II subscale test spacecraft          | Modul na naduvavanje             | 11,5 m3 (406 cu ft)     | Bez posade               | Napušteno , na orbiti | Zemlja       | [ 237 ]                 |
| Bigelow Aerospace         | Galaxy                                       | Modul na naduvavanje             | 16,7 m3 (590 cu ft)     | Bez posade               | Otkazano              | Zemlja       | [ 239 ]                 |
| Bigelow Aerospace         | Sundancer                                    | Modul na naduvavanje             | 180 m3 (6.357 cu ft)    | 3                        | Otkazano              | Zemlja       | [ 240 ]                 |
| Bigelow Aerospace         | BA 330                                       | Modul na naduvavanje             | 330 m3 (11.654 cu ft)   | 6                        | Otkazano              | Zemlja       | [ 242 ] [ 243 ] [ 244 ] |
| Bigelow Aerospace         | BA 2100                                      | Modul na naduvavanje             | 2.100 m3 (74.161 cu ft) | 16                       | Otkazano              | Zemlja       | [ 245 ]                 |
| Bigelow Aerospace         | Space Complex Alpha                          | Svemirska stanica na naduvavanje | 690 m3 (24.367 cu ft)   | 12                       | Otkazano              | Zemlja       |                         |
| Bigelow Aerospace         | Excalibur Almaz                              | Almaz derivat                    | Čvrsti modul            | 3                        | Otkazano              | Zemlja       | [ 246 ] [ 247 ] [ 248 ] |
| Galactic Suite Ltd.       | Galactic Suite                               | Čvrsti modul                     |                         | 6                        | Predloženo (2007)     | Zemlja       | [ 249 ]                 |
| Orion Span                | Aurora Space Station                         | Čvrsti modul                     | 160 m3 (5.650 cu ft)    | 6 (2 Posada, 4 Tourista) | Predloženo (2018)     | Zemlja       | [ 250 ] [ 251 ]         |
| Sierra Nevada Corporation | Large Inflatable Fabric Environment          | Modul na naduvavanje             | 300 m3 (10.594 cu ft)   | 4                        | Testiranje            | Mesec/Mars   | [ 252 ]                 |
| Blue Origin               | Orbital Reef                                 | Čvrsti modul                     | 830 m3 (29.311 cu ft)   | TBA                      | Predloženo (2021)     | Zemlja       | [ 254 ]                 |

### Svemirsko naselje
| Naziv firme | Lokacija kolonije | Status    | Reference               |
| ----------- | ----------------- | --------- | ----------------------- |
| SpaceX      | Mars              | U razvoju | [ 255 ] [ 256 ] [ 257 ] |

## Programeri i proizvođači komponenti svemirskih letelica
| Kompanija                         | Proizvodi | Reference       |
| --------------------------------- | --- | --------------- |
| Altius Space Machines             | Tehnologija susreta i snimanja za nekooperativne satelite; magnetoshell aerocapture i tehnologija aerokočenja za CubeSats; lagani robotski manipulatori                                                               |                 |
| Andrews Space                     | svemirske vozila; HTHL svemirska letelica; magnetorquer |                 |
| Alén Space                        | NanoSats and CubeSats | [ 258 ]         |
| Astranis                          | MicroGEO Sateliti |                 |
| TESBL Aerospace Corporation       | Usluge u svemiru; Solarni pogonski aktuatori (SADA); mikrogravitacioni korisni teret, od 2019., ажурирано: 2019. | [ 259 ] [ 260 ] |
| Axelspace                         | CubeSats | [ 261 ] [ 262 ] |
| CesiumAstro                       | Korisna opterećenja komunikacionog niza aktivne faze koji uključuju RF međusatelitske veze od 2017 | [ 263 ] [ 264 ] |
| Craig Technologies                | Usluge postavljanja malih satelita (do 110 kg (240 lb)); mikrogravitacija korisna integracija | [ 265 ]         |
| EADS Astrium Satellites           | Elementi svemirskih letelica i zemaljskih segmenata |                 |
| EADS Astrium Space Transportation | Lanseri i orbitalna infrastruktura |                 |
| Innovative Solutions In Space     | CubeSat Proizvodnja i rad CubeSata, od 2018, ажурирано: 2018. | [ 266 ]         |
| Made in Space                     | 3D štampači za upotrebu u microgravityажурирано: 2013. | [ 267 ]         |
| Mynaric                           | Laserska komunikacija za satelite i avione |                 |
| RUAG Space                        | Mehanizmi za usmeravanje antene; Solar Arrai Drive Assembli (SADA); satelitske komponente; lanseri i strukture od 2009 ажурирано: 2009.                                                                               | [ 268 ]         |
| SpaceDev                          | Mala svemirska letelica; pogonski proizvodi i usluge; svemirske komponente, mehanizmi i strukture |                 |
| SpaceQuest, Ltd.                  | Svemirske letelice i komponente svemirskih letelica |                 |
| Xplore                            | Satelitski transport korisnog tereta i smeštaj u orbiti Zemlje i destinacijama izvan Zemljine orbite (BEO), uključujući let do asteroida, Venere i Marsa. Aktivan od 2020 ажурирано: 2020.                            | [ 269 ]         |
| Cosmic Shielding Corporation      | Materijali za zaštitu od zračenja za svemirske letelice i svemirska odela; Predviđanje i ublažavanje svemirskog vremena                                                                                               | [ 222 ]         |
| ADDMAN Engineering                | Razvoj metalurgije i proizvodnja komponenti uključujući potisnike, injektore, hladne ploče, razvodnike toplog gasa za svemirsku i hipersoničnu industriju, posebno vatrostalnih metala (titatijum, niobijum) od 2020. |                 |

## Svemirske kompanije
| Naziv firme          | Ugovori za        | Iskorišćeno vozilo            | Status      | Napomene                                        | Reference       |
| -------------------- | ----------------- | ----------------------------- | ----------- | ----------------------------------------------- | --------------- |
| Axiom Space          | SpaceX            | Crew Dragon                   | Aktivan     | SpaceX Axiom Space-1 lansiran je u aprilu 2022. | [ 270 ] [ 271 ] |
| Benson Space Company | SpaceDev          | Dream Chaser                  | Nepostojeći |                                                 | [ 272 ]         |
| MirCorp              | Nijedan           | Soyuz TM, Progress M1 i Mir   | Nepostojeći | Mir deorbited                                   |                 |
| Space Adventures     | -                 | Soyuz i ISS                   | Aktivan     | 9 turista poslato                               | [ 273 ]         |
| RocketShip Tours     | XCOR              | Lynx rocketplane              | Nepostojeći |                                                 |                 |
| Virgin Galactic      | Scaled Composites | Spaceship Two, White Knight 2 | Aktivan     | 7 Spaceship Two letovi su uspešno završeni      |                 |

## Spoljašnje veze
- CubeSat Database & Nanosatellites
- NewSpace Index